# 普莱贝尔克里斯特
普莱贝尔克里斯特（法語：Pleyber-Christ，法語發音：[plɛbɛʁ kʁist]）是法国菲尼斯泰尔省的一个市镇，位于该省北部，属于莫尔莱区。

## 地理
普莱贝尔克里斯特（48°30'17"N, 3°52'31"W）面积45.47 平方千米，位于法国布列塔尼大區菲尼斯泰尔省，该省份为法国最西部的省份，位于布列塔尼半岛西部，北西南三面环大西洋，东临阿摩尔滨海省和莫尔比昂省。
与普莱贝尔克里斯特接壤的市镇（或旧市镇、城区）包括：勒克卢瓦特尔-圣泰戈内克、普卢内乌尔梅内兹、普卢兰莱莫尔莱、圣马丹德尚、圣塞夫、圣泰戈内克-洛克埃吉内尔。

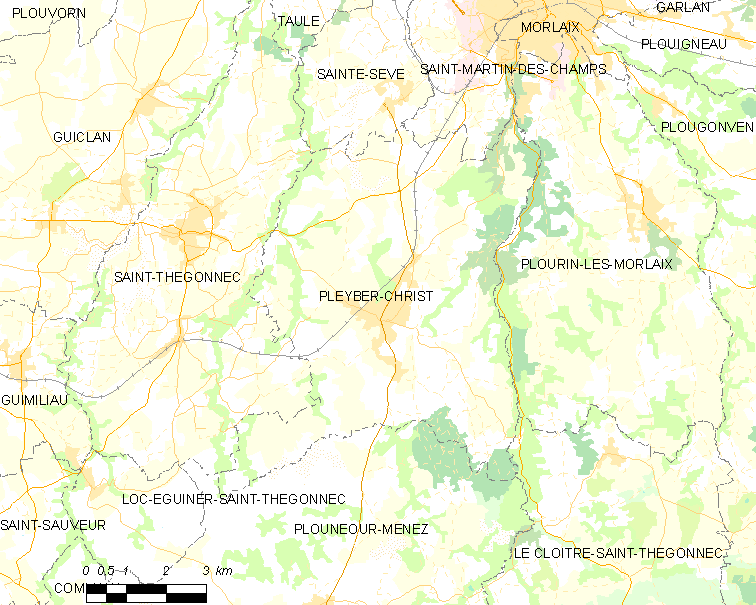
普莱贝尔克里斯特的OSM定位图

普莱贝尔克里斯特的时区为UTC+01:00、UTC+02:00（夏令时）。

## 行政
普莱贝尔克里斯特的邮政编码为29410，INSEE市镇编码为29163。

## 政治
普莱贝尔克里斯特所属的省级选区为莫尔莱县。

## 人口

1962-2008年间普莱贝尔克里斯特人口变化图示

普莱贝尔克里斯特于2022年1月1日时的人口数量为3175人。